# Hrabstwo Tooele

Piramida wieku hrabstwa

Hrabstwo Tooele – hrabstwo w USA na północnym zachodzie stanu Utah. W roku 2005 liczba mieszkańców wyniosła 51 311. Stolicą hrabstwa jest Tooele. 

## Geografia

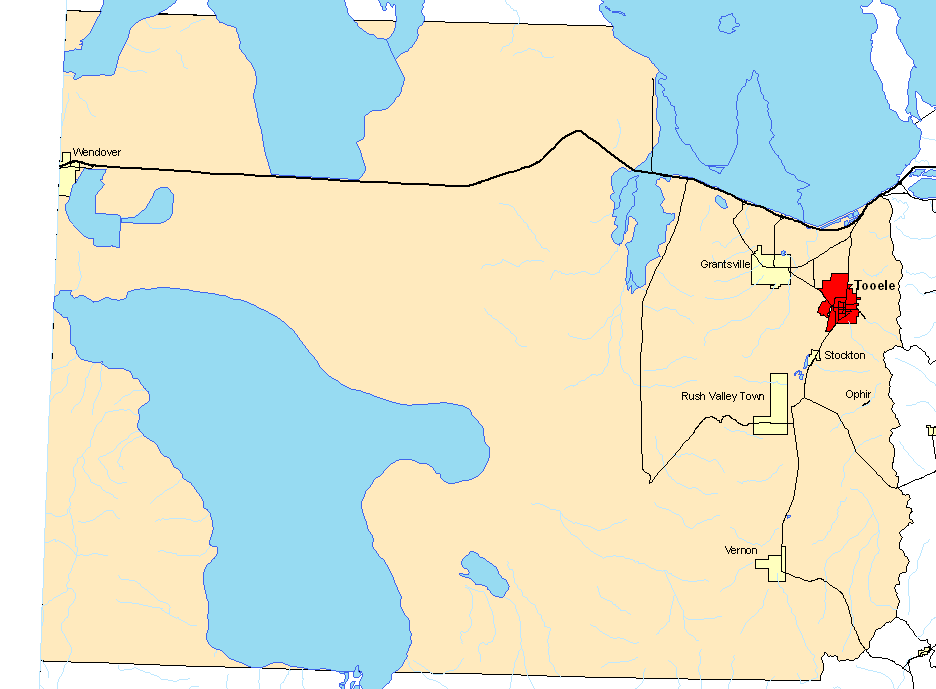
Tooele

Całkowita powierzchnia wynosi 18 874 km². Z tego 924 km² (4,90%) stanowi woda. Ogromną większość powierzchni stanowi pustynia oraz Wielkie Jezioro Słone. Na południu znajduje się poligon Dugway Proving Ground.

### Miasta
- Grantsville
- Ophir
- Rush Valley
- Stockton
- Tooele
- Vernon
- Wendover

### CDP
- Dugway
- Erda
- Stansbury Park

### Sąsiednie hrabstwa
- Box Elder – północ
- Weber – północny wschód
- Davis – wschód
- Salt Lake – wschód
- Utah – wschód
- Juab – południe
- White Pine w Nevadzie – południowy zachód
- Elko w Nevadzie – zachód